# Quế Lâm, Quảng Tây
Quế Lâm (tiếng Tráng: Gveihlaem, tiếng Trung: 桂林; bính âm: Guìlín; Wade-Giles: Kuei-lin, bính âm bưu chính: Kweilin; tiếng Tráng: Gveilinz) là một địa cấp thị ở phía đông bắc Khu tự trị dân tộc Choang Quảng Tây, Trung Quốc. Thành phố nằm ở phía bờ tây sông Li Giang và giáp tỉnh Hồ Nam ở phía bắc. Tên thành phố có nghĩa là rừng quế đặt theo tên cây quế (Osmanthus spp.) mọc ven và trong nội thành của địa cấp thị. Thành phố từ lâu đã nổi tiếng với phong cảnh địa hình karst đá vôi.
Quế Lâm là một trong những điểm du lịch nổi tiếng nhất của Trung Quốc, và tên gọi "Với thủy, với sơn, đẹp nhất, Quế Lâm" (山水甲天下) thường được liên kết với thành phố. Người Trung Quốc xem Quế Lâm là nơi tuyệt nhất dưới thiên đường. Hội đồng Nhà nước Trung Quốc đã chỉ định Quế Lâm là thành phố lịch sử và văn hóa nổi tiếng quốc gia.

## Lịch sử

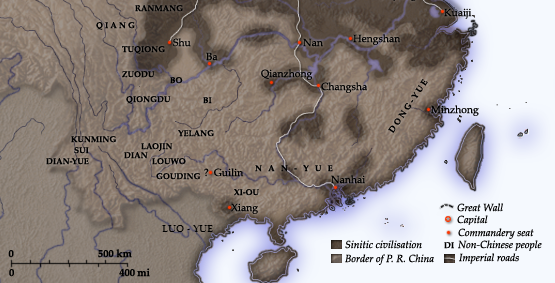
Bản đồ các khu vực lẻ tẻ do nhà Tần chiếm được của các nhóm tộc Bách Việt ở phía Nam sông Dương Tử sau năm 210 TCN, trong đó có quận Quế Lâm (Guilin).

Các phế tích được tìm thấy trong thành phố Bảo Tích (Baojiyan, tiếng Trung giản thể: 宝积岩; tiếng Trung Quốc phồn thể: 寶積) và hang Tắng Bì Nham (Zengpiyan, 甑皮岩) có từ khoảng 10.000 năm trước. Người Tắng Bì (Zengpiyan) có một xã hội gia tộc mẫu hệ. Trước thời nhà Tần, vùng Quế Lâm đã có người Bách Việt định cư. Năm 314 TCN, một nhóm định cư nhỏ được thiết lập dọc bên bờ sông Li Giang. Nhà Tần thành lập quận Quế Lâm tại khu vực ngày nay là nội thành Quế Lâm. Trong các chiến dịch của nhà Tần nhằm đối phó với quốc gia li khai Nam Việt, chính quyền đầu tiên được thành lập ở khu vực xung quanh Quế Lâm. Thành phố hiện đại nằm trong Bộ chỉ huy Quế Lâm (郡), là nguồn gốc của tên hiện đại "Quế Lâm".
Năm Nguyên Đỉnh thứ 6 (111 TCN), vào thời Hán Vũ Đế nhà Hán, huyện Thủy An (始安) được thành lập, đây được xem như thời điểm bắt đầu của địa cấp thị này. Thời Đông Hán, lập Thủy An hầu quốc. Năm Cam Lộ thứ nhất (265) thời Tam Quốc, Quế Lâm thuộc về Đông Ngô, Tôn Hạo cho thành lập quận Thủy An. Năm 507, quận được đổi tên thành Quế Châu. Năm 634, huyện Lâm Quế được thành lập tại địa điểm hiện đại của Quế Lâm, thuộc tỉnh Quế. Năm 868, Bàng Huân nổi dậy chống lại nhà Đường từ tỉnh Quế.

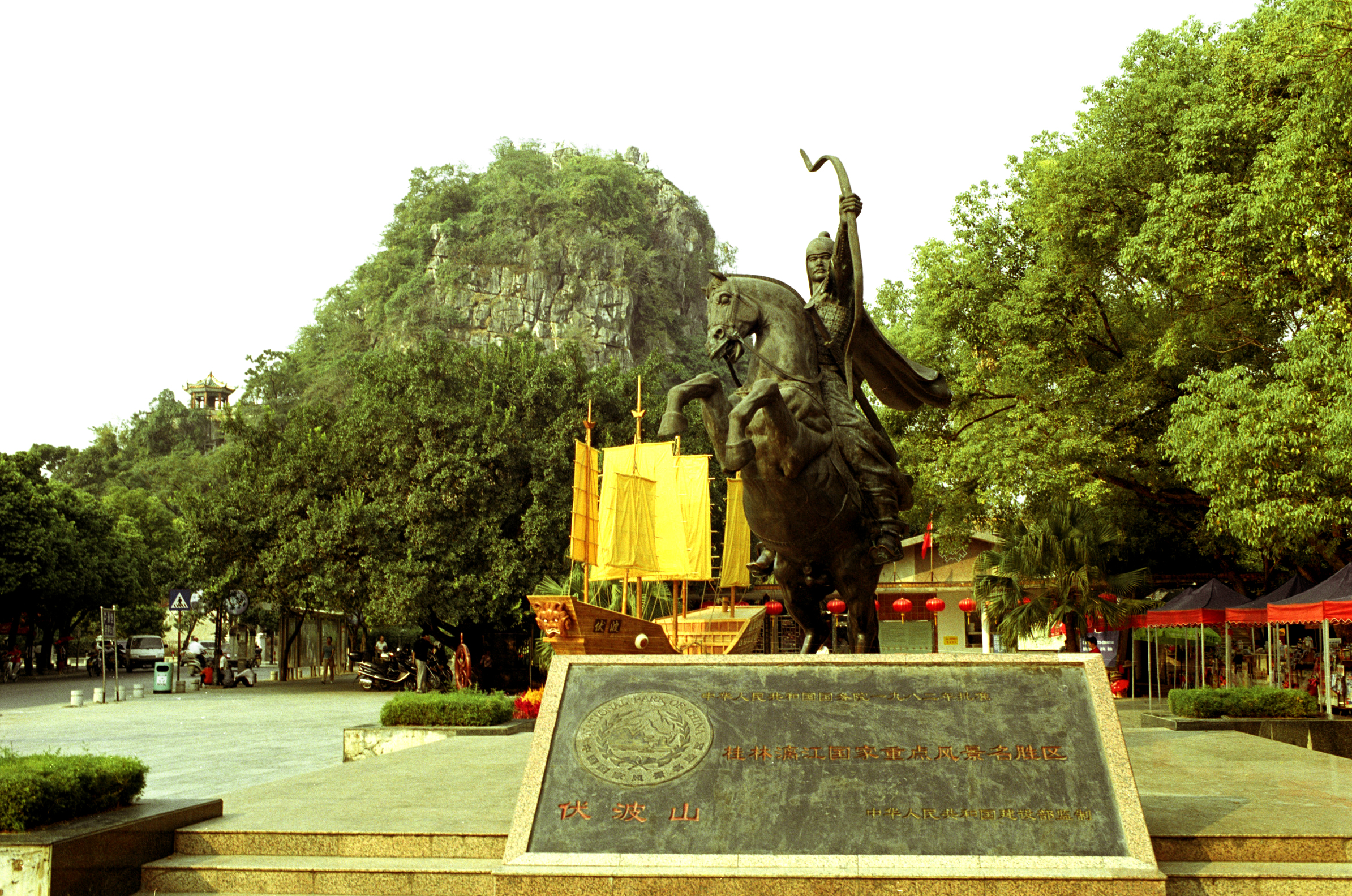
Tượng Mã Viện ở Quế Lâm.

Quế Lâm trở nên thịnh vượng dưới thời nhà Đường và nhà Tống nhưng vẫn là một quận. Thành phố cũng là một mối quan hệ giữa chính quyền trung ương và biên giới phía tây nam, và đó là nơi các đội quân thường xuyên được đặt để bảo vệ biên giới đó. Các kênh đào được xây dựng xuyên qua thành phố để nguồn cung cấp thực phẩm có thể được vận chuyển trực tiếp từ đồng bằng Trường Giang sản xuất thực phẩm đến điểm xa nhất về phía tây nam của quốc gia.
Năm 997, Quảng Nam Tây Lộ, tiền thân của Quảng Tây hiện đại, được thành lập, với Quế Châu là thủ đô. Năm 1133, Quý Châu được đổi tên thành tỉnh Tĩnh Giang (tiếng Trung giản thể: 静江; tiếng Trung phồn thể: 靜江)
Năm 1367, vào thời Chí Chính nhà Nguyên, lộ Tĩnh Giang được đổi thành phủ Quế Lâm (桂林府). Thời nhà Thanh và Trung Hoa dân quốc nó là thủ phủ tỉnh Quảng Tây (trừ giai đoạn 1912-1936 thủ phủ tỉnh là Nam Ninh). Năm 1921, Quế Lâm trở thành một trong những trụ sở của Quân đội viễn chinh phương Bắc do Tôn Trung Sơn lãnh đạo. Năm 1940, thành phố Quế Lâm được thành lập.
Năm 1950, thủ phủ tỉnh Quảng Tây được chuyển từ Quế Lâm đến Nam Ninh. Đến thời Cộng hòa Nhân dân Trung Hoa thì thủ phủ tỉnh Quảng Tây chuyển về Nam Ninh cho tới tận hiện nay. Theo dòng lịch sử, Quế Lâm là trung tâm chính trị, kinh tế và văn hóa của khu vực Lĩnh Nam. Năm 1981, Quế Lâm được Quốc vụ viện liệt kê cùng ba thành phố khác (Bắc Kinh, Hàng Châu và Tô Châu) trong danh sách các thành phố cần được bảo tồn hàng đầu về các di sản lịch sử và văn hóa, cũng như cảnh quan thiên nhiên.

## Địa lý

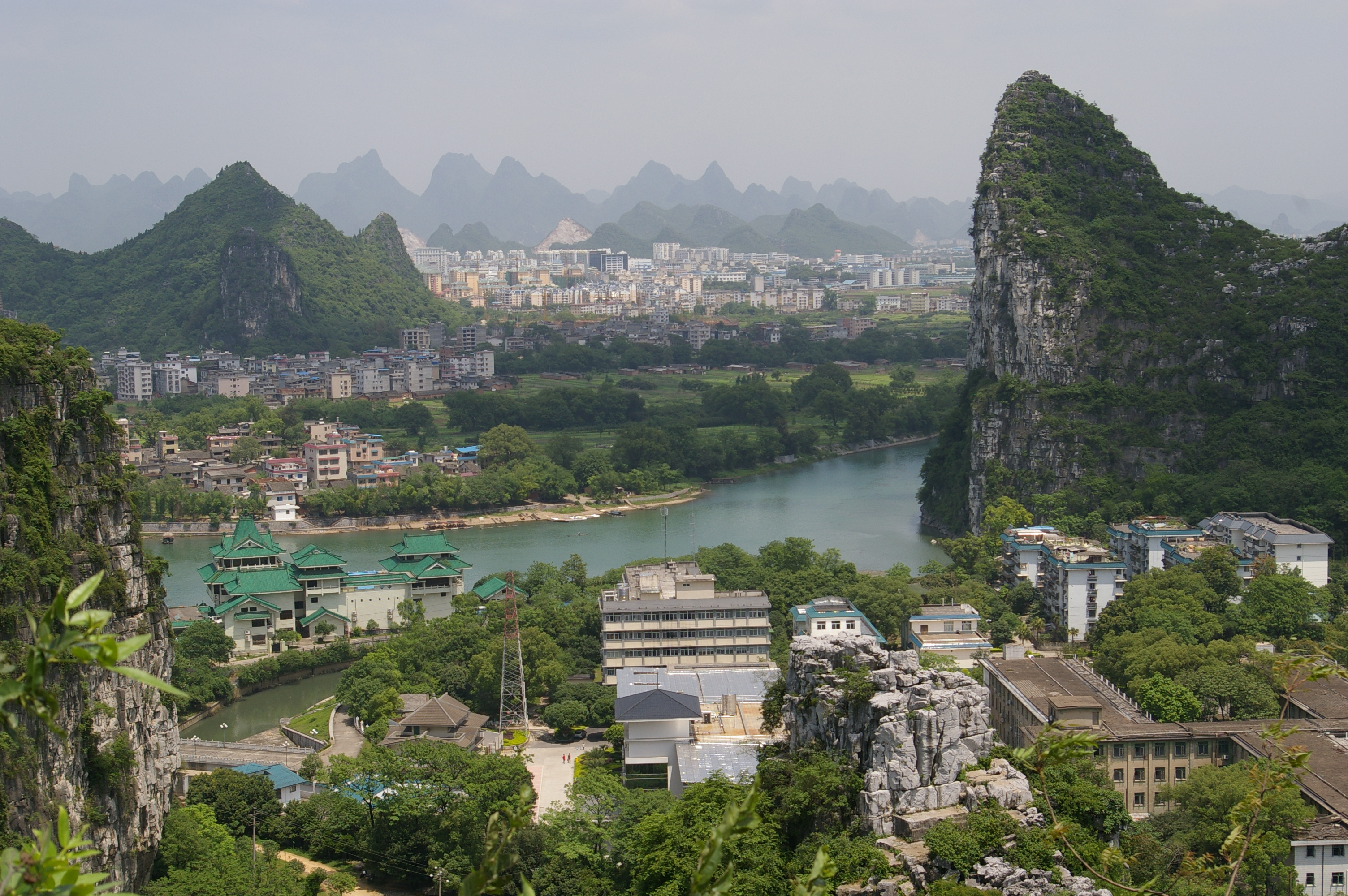
Quế Lâm và sông Li Giang

Quế Lâm nằm ở phía bắc Quảng Tây, phía tây tiếp giáp Liễu Châu, phía tây nam là Lai Tân, phía nam là Ngô Châu, phía đông nam là Hạ Châu. Các địa cấp thị này đều thuộc Quảng Tây. phía tây bắc là Hoài Hóa, phía bắc là Thiệu Dương và phía đông là Vĩnh Châu đều thuộc tỉnh Hồ Nam.
- Diện tích: 27.809 km².
- Khí hậu: cận nhiệt đới, gió mùa ẩm ướt với thời tiết ấm áp và nhiều mưa, nhiều nắng và có bốn mùa rõ rệt. Nhiệt độ trung bình trong năm: 19 °C. Mùa tốt nhất để du lịch là mùa thu. Mùa xuân thì mưa nhiều; mùa hè hơi oi bức và mùa đông thì nước sông Li Giang rất ít. Địa hình cơ bản là gò đồi với đặc trưng là hiện tượng karst đá vôi. Phía bắc và phía đông có thể chia ra thành 3 khu vực miền núi, gọi là Việt Thành lĩnh, Hải Dương sơn và Đô Bàng lĩnh. Khu nội thành của Quế Lâm nằm trên một vùng bình nguyên hẹp và dài gọi là Tương Quế tẩu lang. phía tây là gò đồi và khu vực phía nam là gò đồi xen lẫn với bình nguyên.
- Núi: núi Điệp Thái (叠彩山), núi Tượng Tị (象鼻山), hang Thất Tinh (七星岩), núi Phục Ba (伏波山), núi Lệ Phố (荔浦山) và núi Miêu Nhân (猫儿山) cao 2.142 m, được gọi là "đệ nhất phong" (ngọn núi cao nhất) vùng Hoa Nam.
- Sông ngòi: Li Giang (漓江) chảy qua thành phố.

## Phân chia hành chính

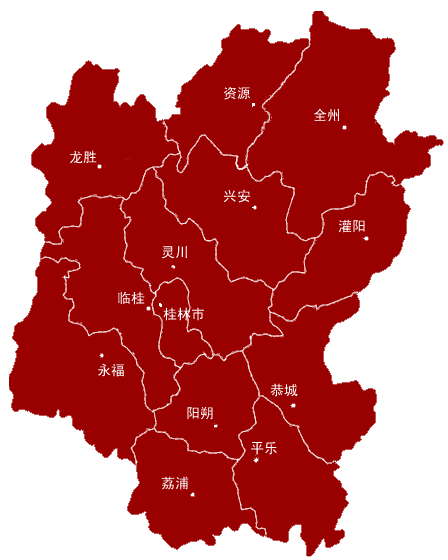
Phân chia hành chính Quế Lâm

Địa cấp thị Quế Lâm chia ra thành 17 đơn vị cấp huyện như sau:
- 6 khu nội thành (quận):
  - Tú Phong
  - Tượng Sơn
  - Điệp Thái
  - Thất Tinh
  - Nhạn Sơn
  - Lâm Quế
- 1 thành phố cấp huyện:
  - Lệ Phố
- 8 huyện:
  - Dương Sóc
  - Linh Xuyên
  - Hưng An
  - Toàn Châu
  - Vĩnh Phúc
  - Tư Nguyên
  - Quán Dương
  - Bình Lạc
- 2 huyện tự trị:
  - Huyện tự trị dân tộc Dao Cung Thành
  - Huyện tự trị các dân tộc Long Thắng

## Dân cư
- Dân số: 4,747,963 người
- Dân số nội thành: 975,638
- Các dân tộc: người Tráng, Dao, Hồi, Miêu, Hán và Đồng

## Kinh tế
- Tổng sản lượng nội địa tính theo đầu người năm 2009 là ¥19,435 (tương đương US$2,858) xếp thứ 125/659 thành phố ở Trung Quốc.
- Công nghiệp địa phương: dược phẩm, lốp xe, máy móc thiết bị, phân bón, tơ luạ, dầu thơm, rượu, trà, quế (mộc tê), thuốc bắc
- Nông sản địa phương: bưởi Sa Điền, cam, la hán, bạch quả, hồng, khoai mỡ Lệ Bồ, rượu tam hoa, tương ớt, đậu hũ, mì Quế Lâm, hạt dẻ, ngũ cốc, cá và bánh cuộn kem sữa đậu khô.

Cho đến năm 1949, chỉ có một nhà máy nhiệt điện, một công trình xi măng và một số nhà máy dệt nhỏ tồn tại như là dấu hiệu của công nghiệp hóa ở Quế Lâm. Tuy nhiên, từ những năm 1950, Quế Lâm đã bổ sung các thiết bị điện tử, kỹ thuật và nông nghiệp, y tế, cao su, xe buýt, dệt may và các nhà máy sợi bông. Chế biến thực phẩm, bao gồm cả chế biến nông sản địa phương, vẫn là ngành công nghiệp quan trọng nhất. Nhiều ngành công nghiệp gần đây và hiện đại có công nghệ cao, và ngành công nghiệp đại học đặc trưng bởi thương mại và dịch vụ du lịch.

## Các trường đại học cao đẳng

### Trường công

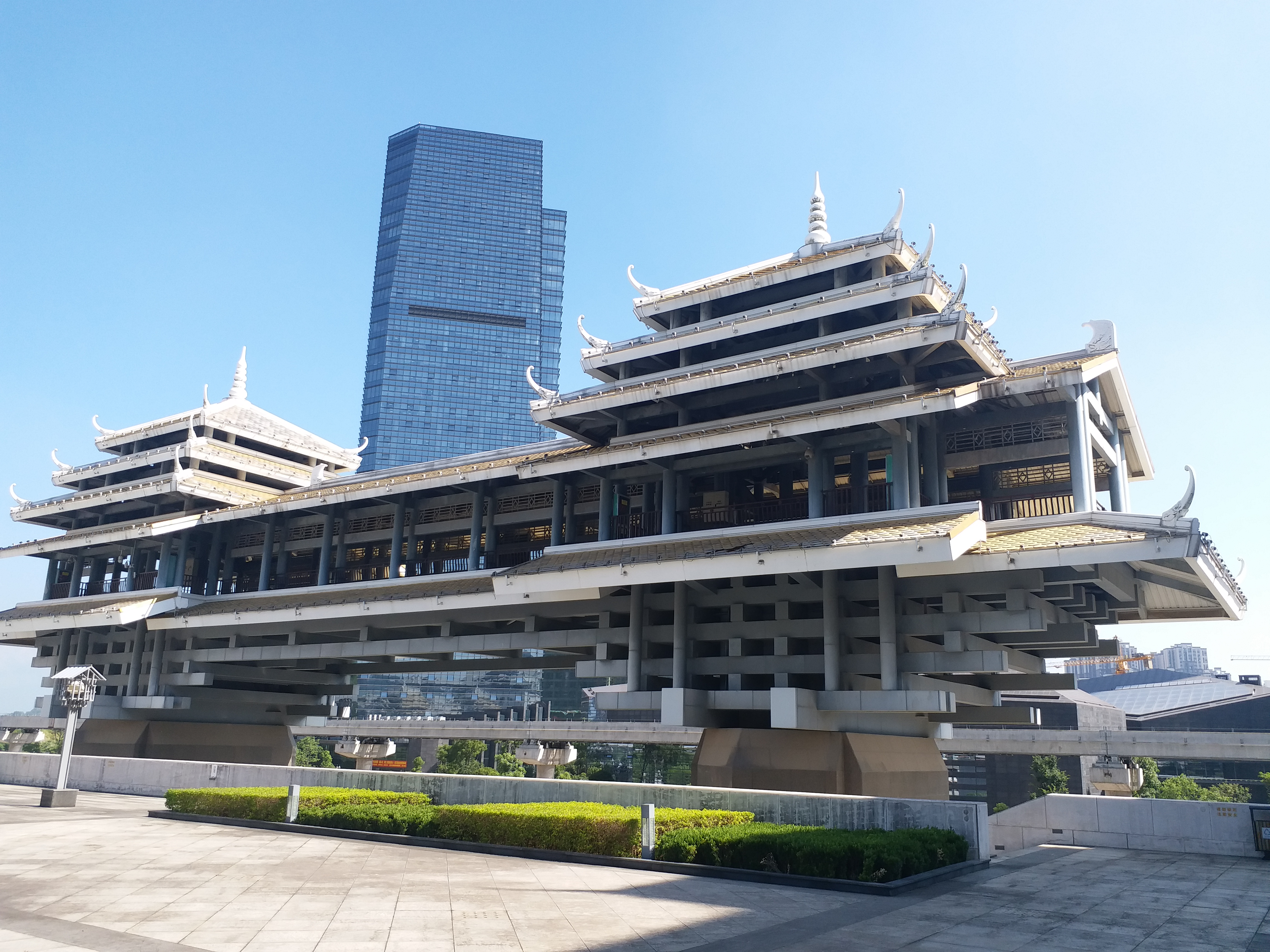
Bảo tàng và Thư viện Quế Lâm

- Trường Đại học Bách Khoa Quế Lâm  Lưu trữ ngày 29 tháng 4 năm 2010 tại Wayback Machine (桂林理工大学)
- Đại học Sư phạm Quảng Tây 广西师范大学）
- Học viện y Quế Lâm (桂林医学院)
- Đại học Công nghiệp Điện tử Quế Lâm (桂林电子科技大学)

Ghi chú: Chỉ liệt kê các trường đào tạo bậc cao đẳng, đại học toàn thời gian.

## Giao thông

### Đường hàng không

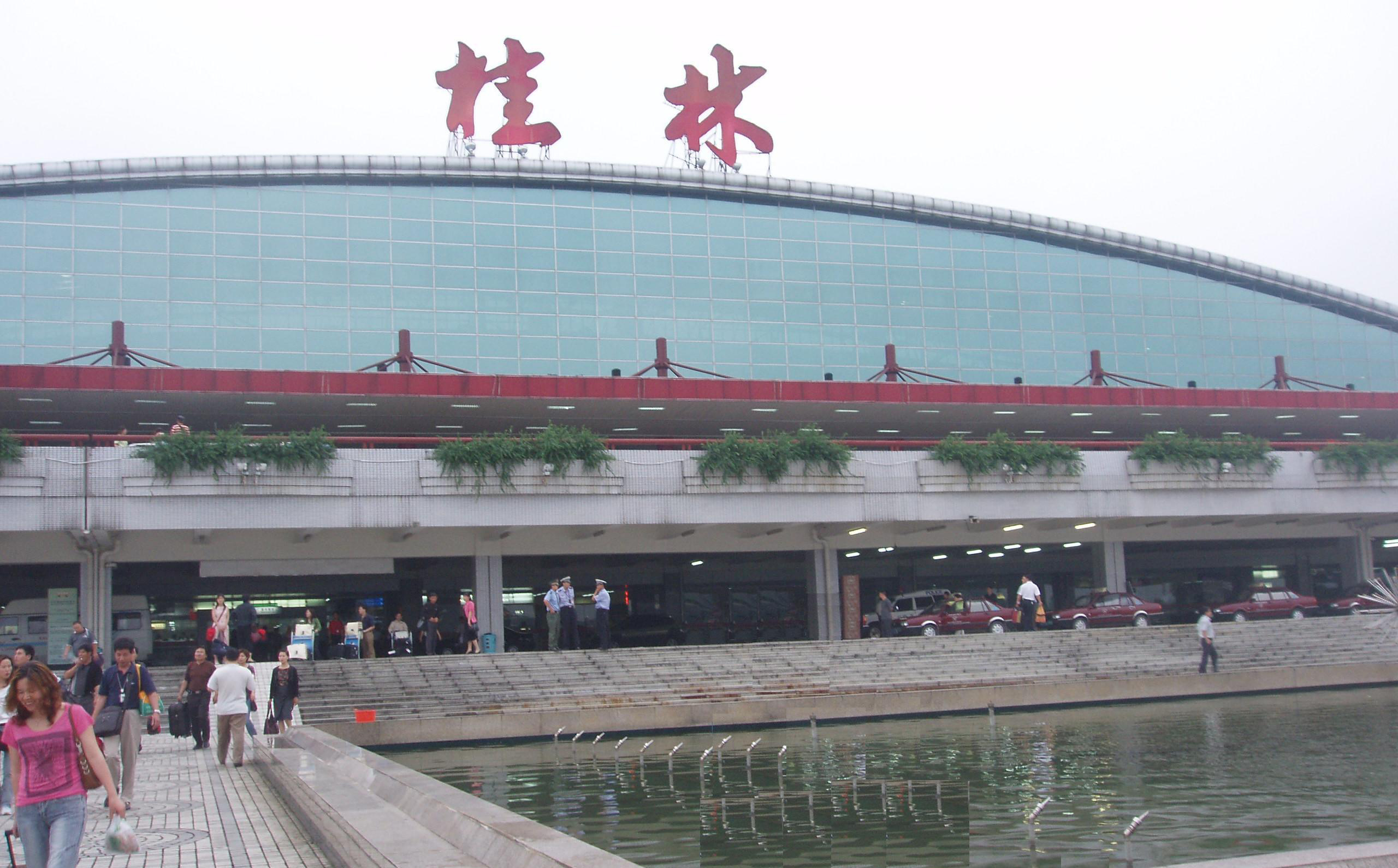
Sân bay quốc tế Lưỡng Giang Quế Lâm

Sân bay của thành phố là sân bay quốc tế Lưỡng Giang Quế Lâm (ICAO: ZGKL, IATA: KWL). Các hãng hàng không bay đến sân bay là:
- China Eastern Airlines
- Asiana Airlines
- China Southern Airlines
- Air China
- Hainan Airlines
- Shanghai Airlines
- Shandong Airlines
- Xiamen Airlines
- Tianjin Airlines
- Cathay Dragon
- EVA Air
- AirAsia
- Beijing Capital Airlines
- Hebei Airlines

### Đường sắt

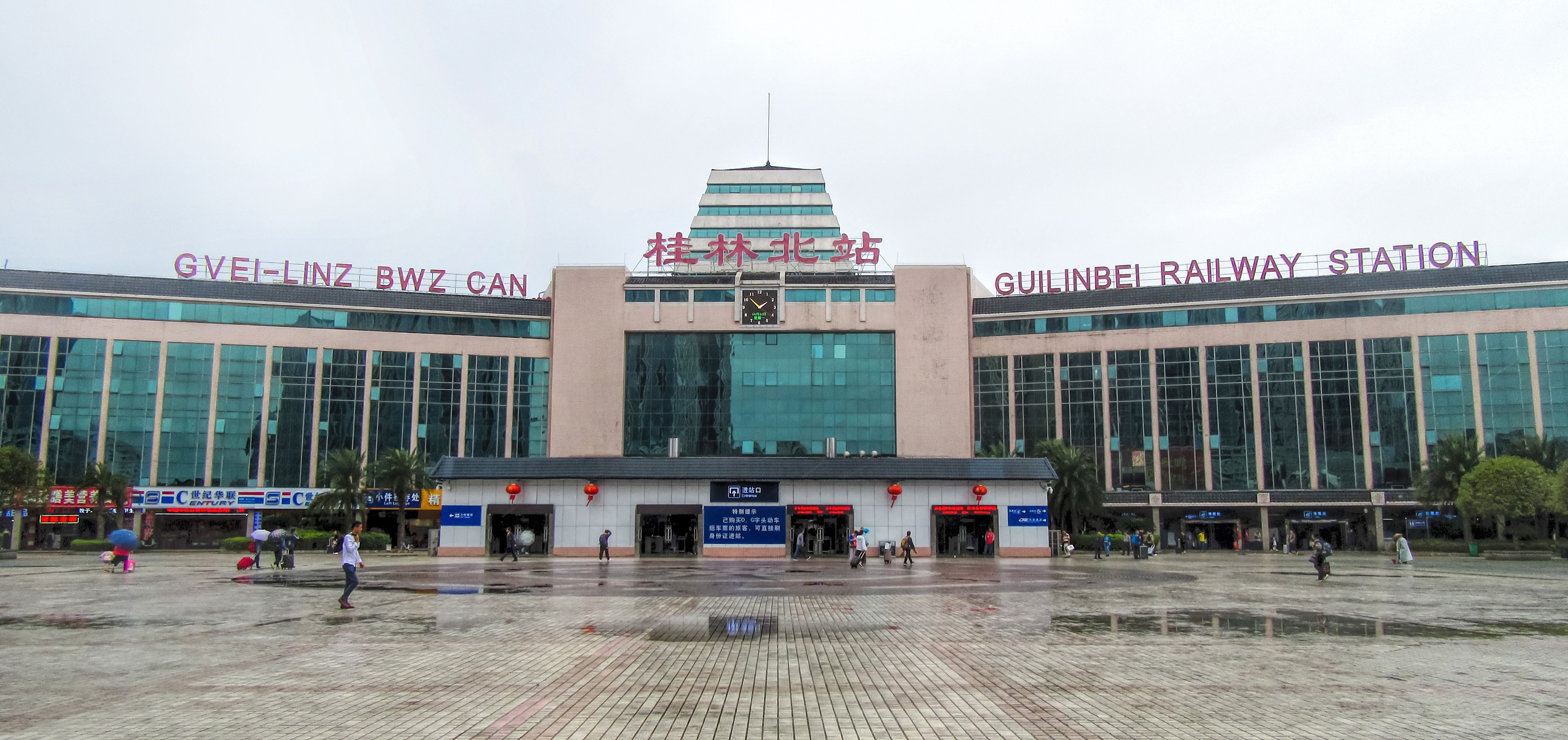
Ga đường sắt Bắc Quế Lâm

Quế Lâm có nhiều các ga đường sắt cao tốc nhất trong số tất cả các thành phố ở Trung Quốc. Có Bắc Quế Lâm, Tây Quế Lâm, Ga xe lửa chính Quế Lâm và một nhà ga xe lửa mới ở quận Lâm Quế. Ga xe lửa chính Quế Lâm và Ga xe lửa Bắc Quế Lâm nằm trên tuyến đường sắt Hồ Nam Quảng Tây, Đường sắt cao tốc Hành Dương-Liễu Châu và đường sắt cao tốc Quý Dương-Quảng Châu, tuyến đường sắt chính nối Quảng Tây với miền trung và miền nam Trung Quốc. Đến ga Bắc, các chuyến tàu cao tốc giữa Quế Lâm và Trường Sa, Bắc Kinh đi vào hoạt động vào tháng 12 năm 2013. Vào tháng 12 năm 2014, các tàu cao tốc đã bắt đầu kết nối Quảng Châu, Thâm Quyến, Quý Dương và Thượng Hải. Điều này làm cho nó thuận tiện hơn cho mọi người đến Quế Lâm. Chỉ mất khoảng 2 hoặc 3 giờ từ Quảng Châu đến Quế Lâm, 9 giờ từ Thượng Hải đến Quế Lâm và 13 giờ từ Bắc Kinh đến Quế Lâm. Xe lửa đi giữa ga Nam Côn Minh và Tây Cửu Long (ví dụ) dừng tại ga đường sắt Quế Lâm.

### Thành thị
Giao thông công cộng của thành phố bao gồm các tuyến xe buýt và taxi. Quế Lâm là thành phố hàng đầu ở Trung Quốc đại lục vận hành xe buýt hai tầng thường xuyên trên các tuyến đường chính; trên đường phố chính của thành phố, tần suất hoạt động của các chiếc xe buýt hai tầng gần như mỗi phút. Thuyền tham quan cũng hoạt động trên các kênh và hồ của thành phố.

## Các điểm tham quan hấp dẫn
Được mệnh danh là "phong cảnh đệ nhất thiên hạ", Quế Lâm sở hữu nhiều thắng cảnh thu hút hàng triệu lượt du khách mỗi năm.

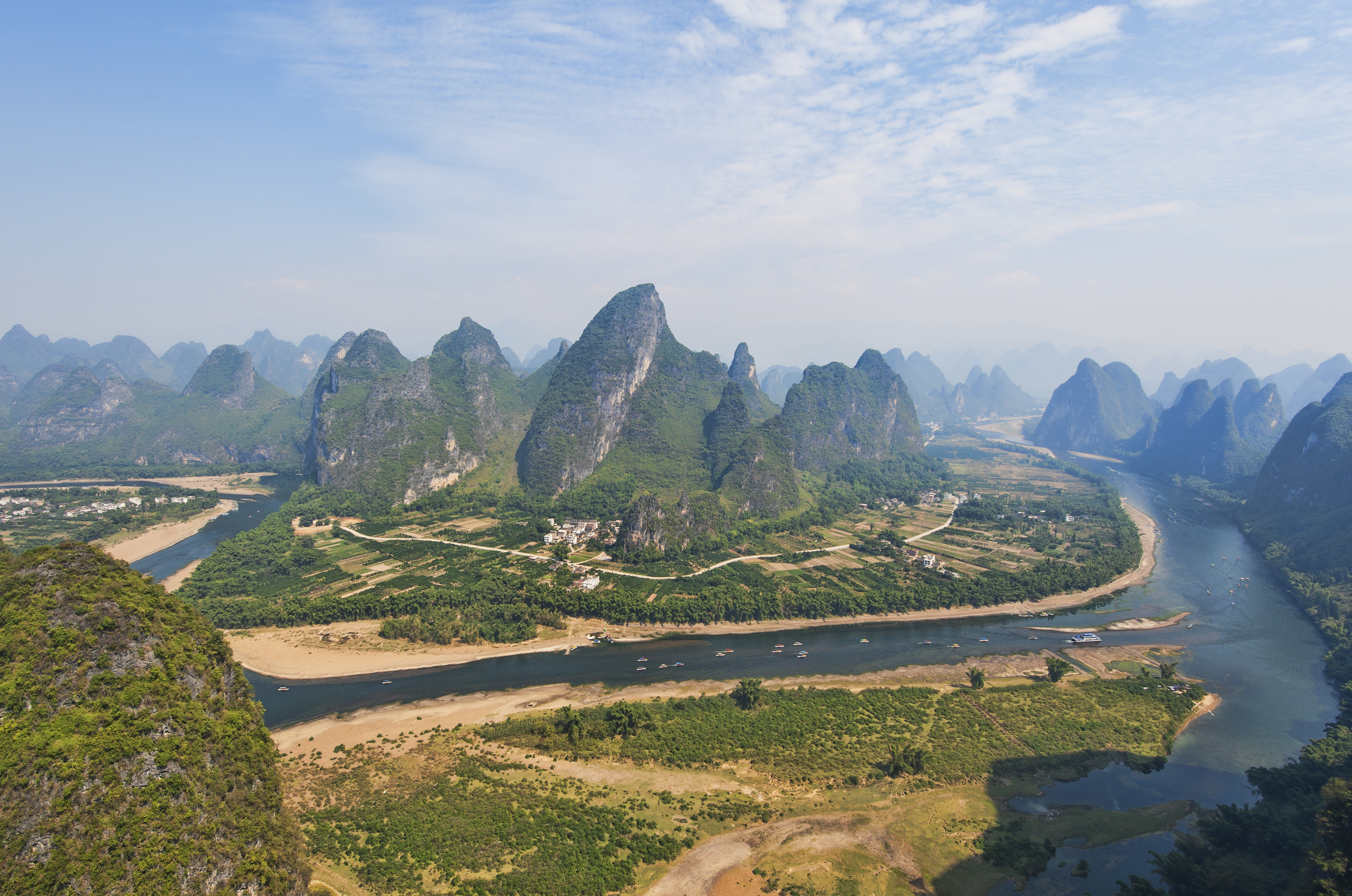
Li Giang kết nối Quế Lâm với Dương Sóc
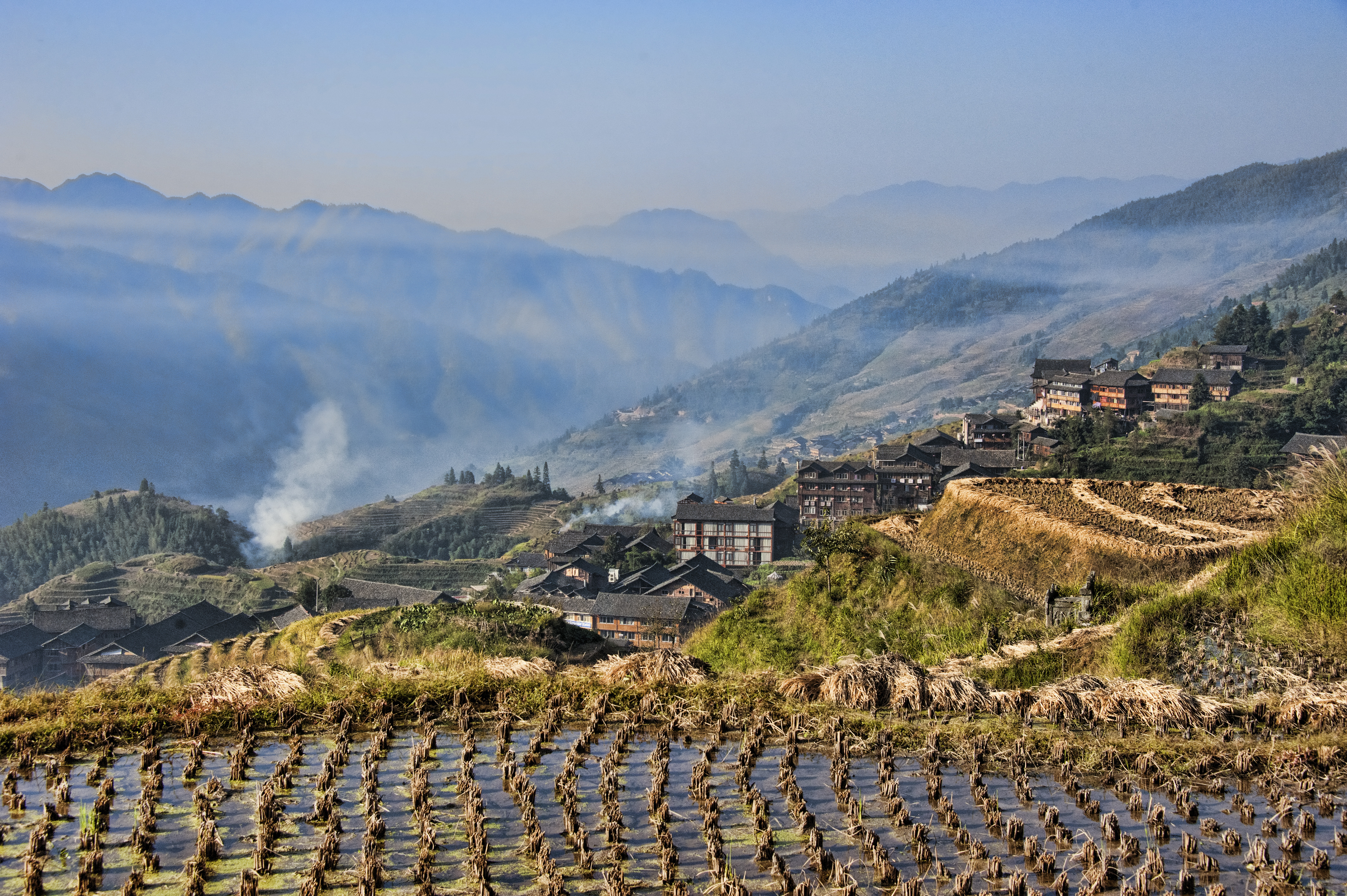
Ruộng bậc thang Long Thắng
Làng Thôi Bình
Làng Hưng Bình
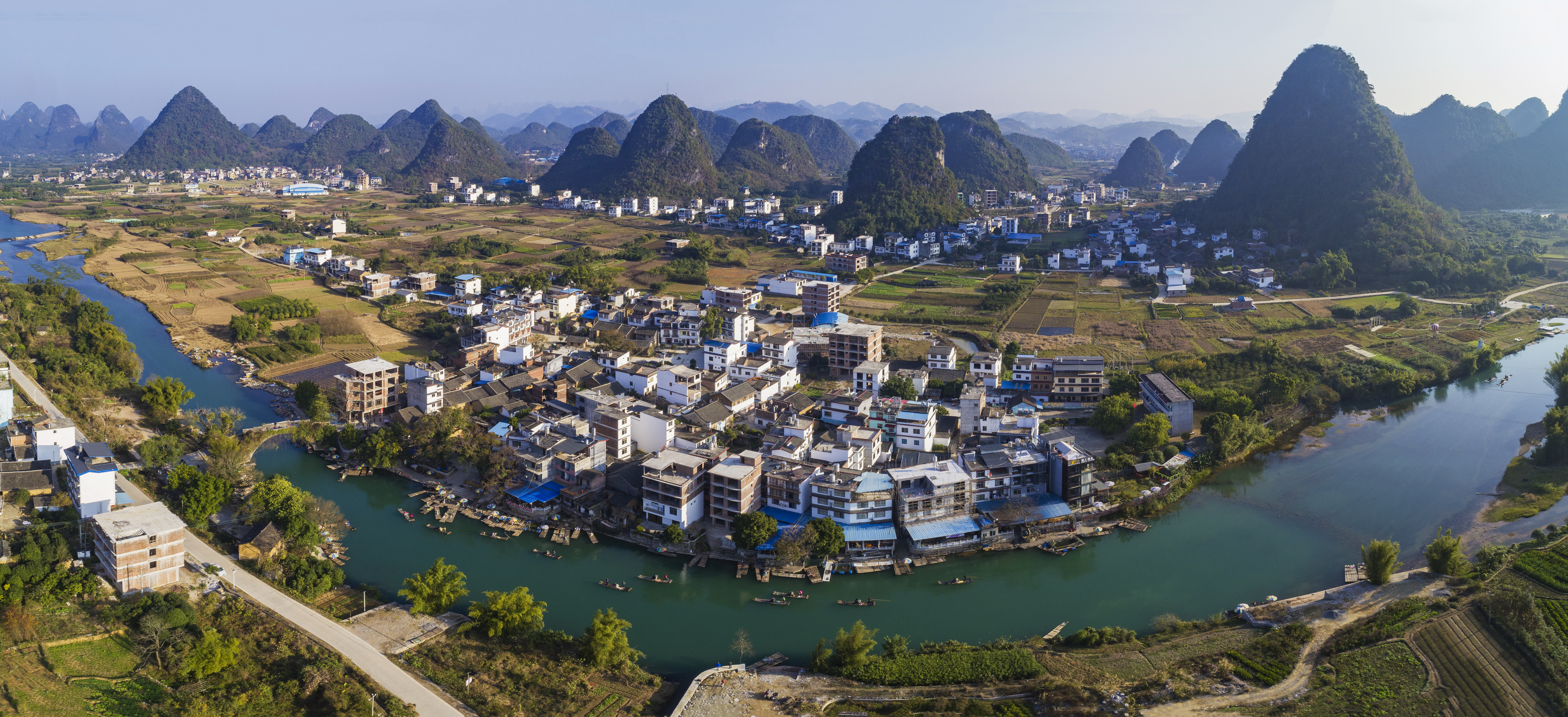
Thuyền bè xuôi dòng sông Yulong ở Dương Sóc, một quận của Quế Lâm
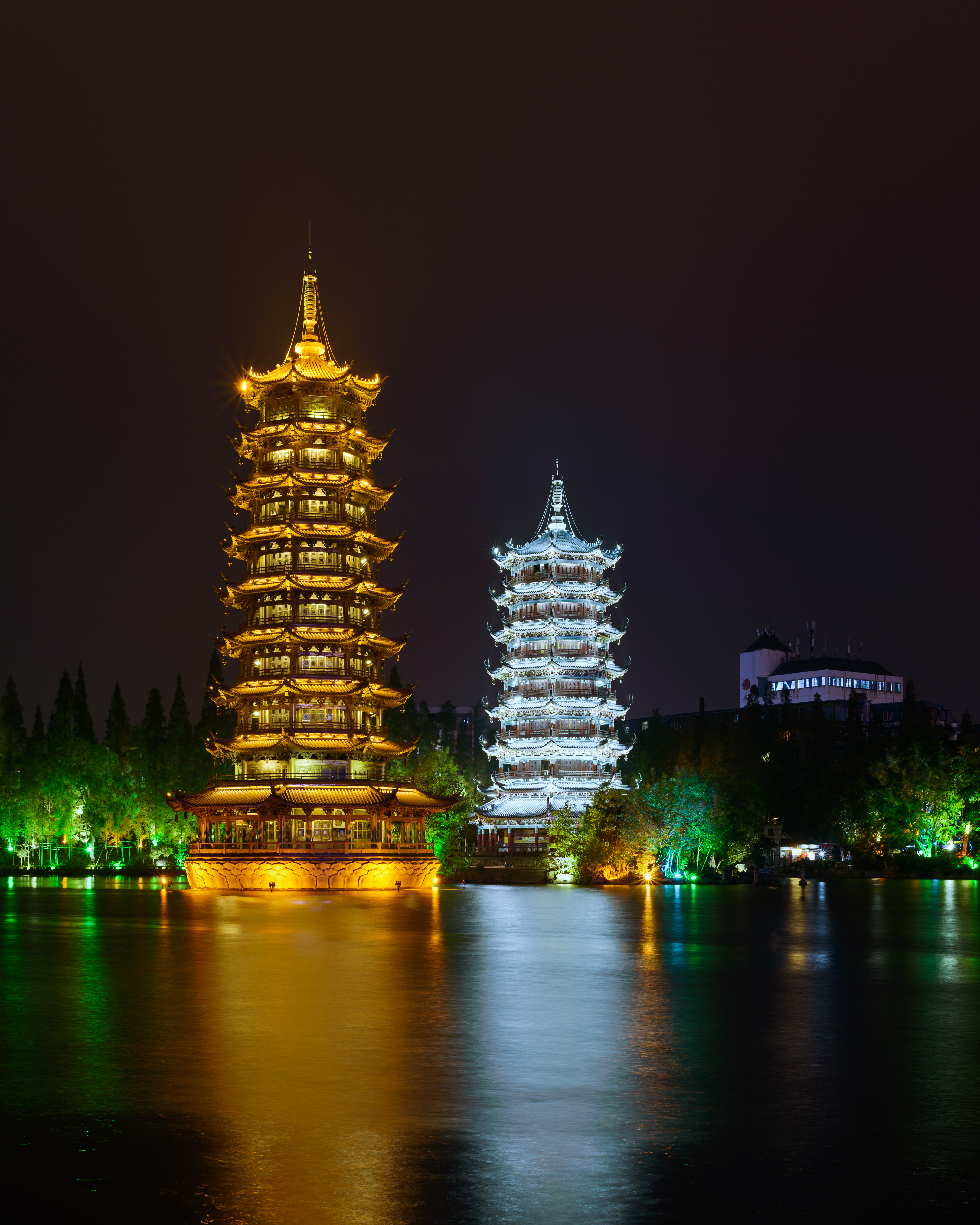
Tháp đôi Nhật Nguyệt
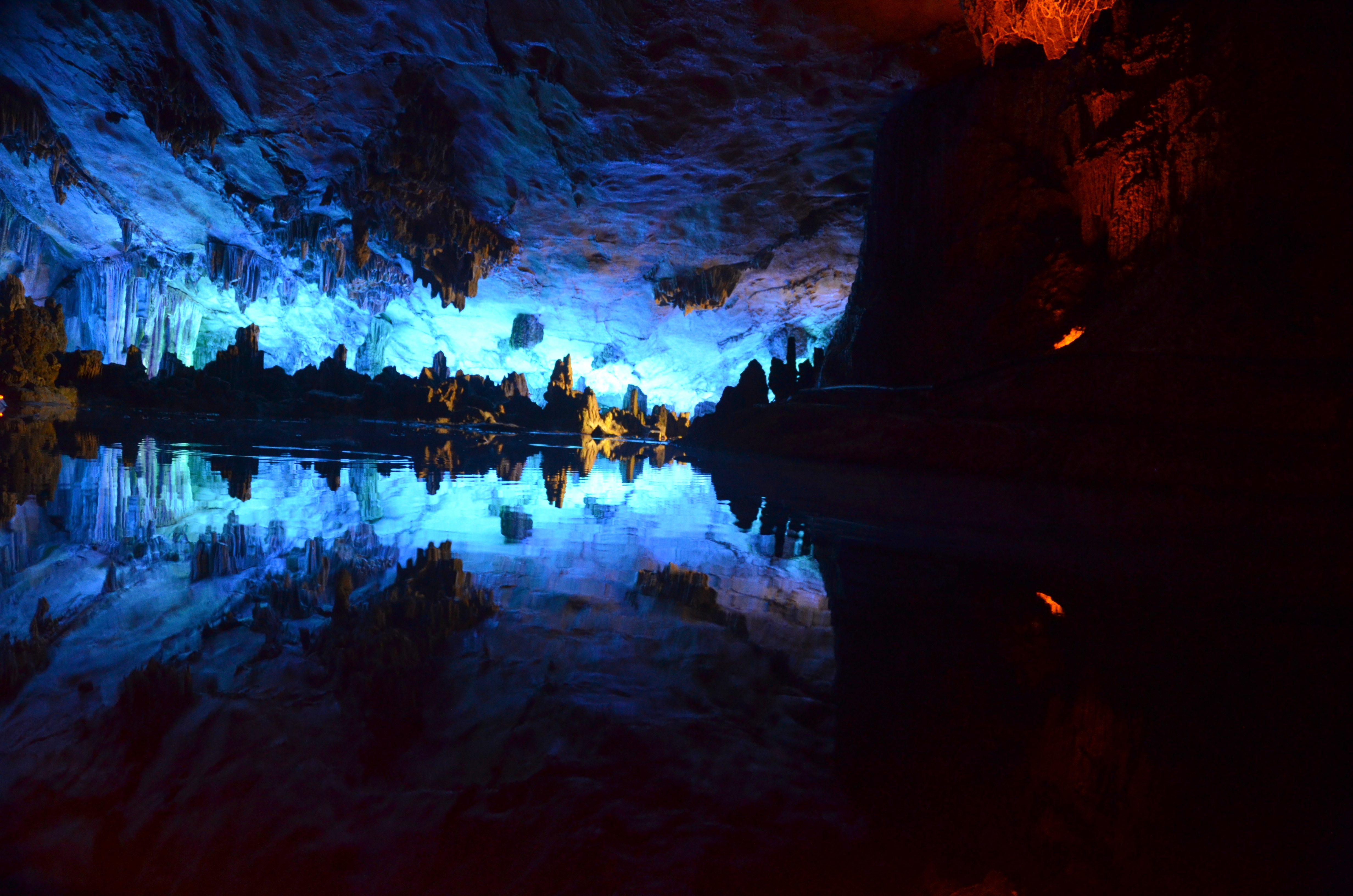
Động Lô Địch
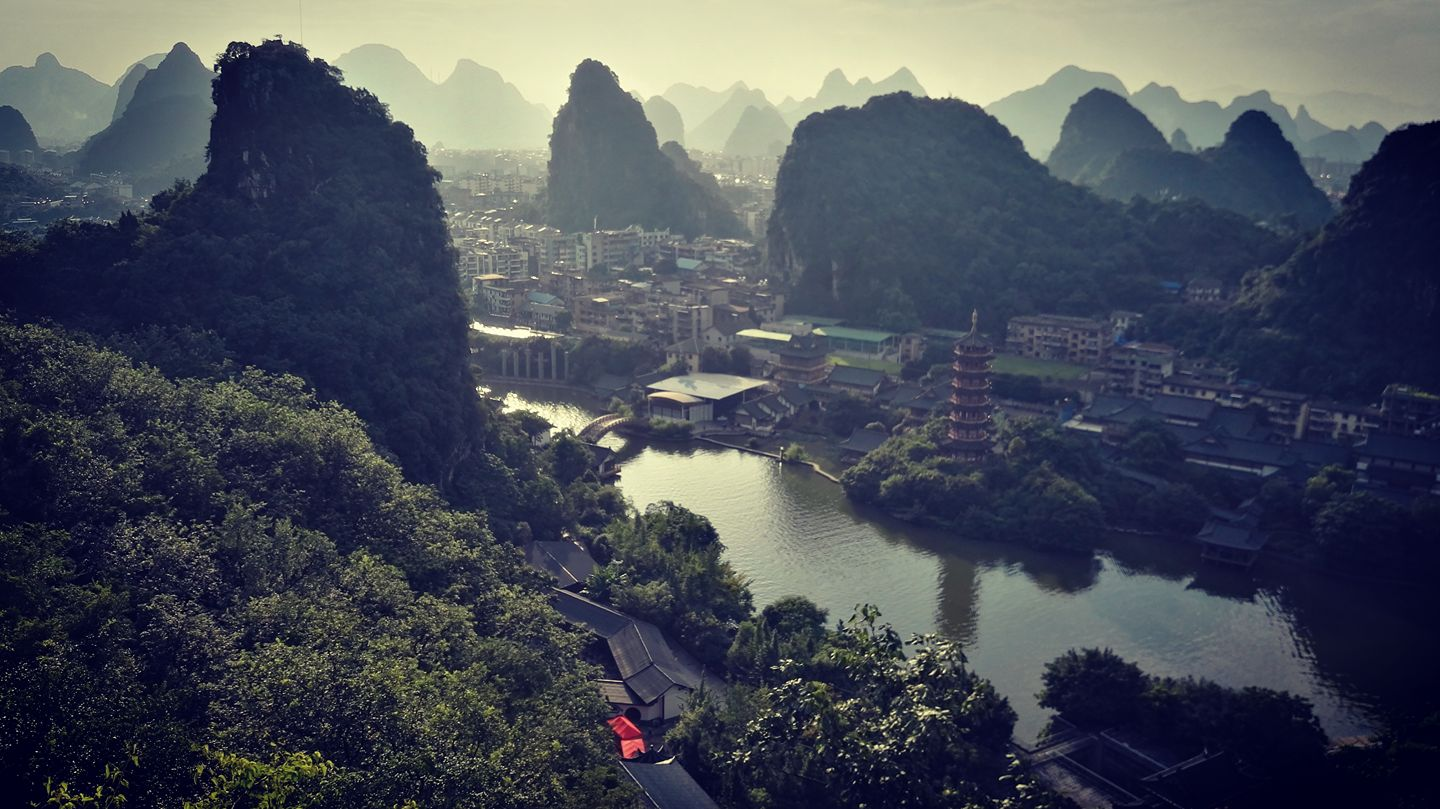
Khung cảnh tuyệt đẹp trên thị trấn từ Công viên bảy sao
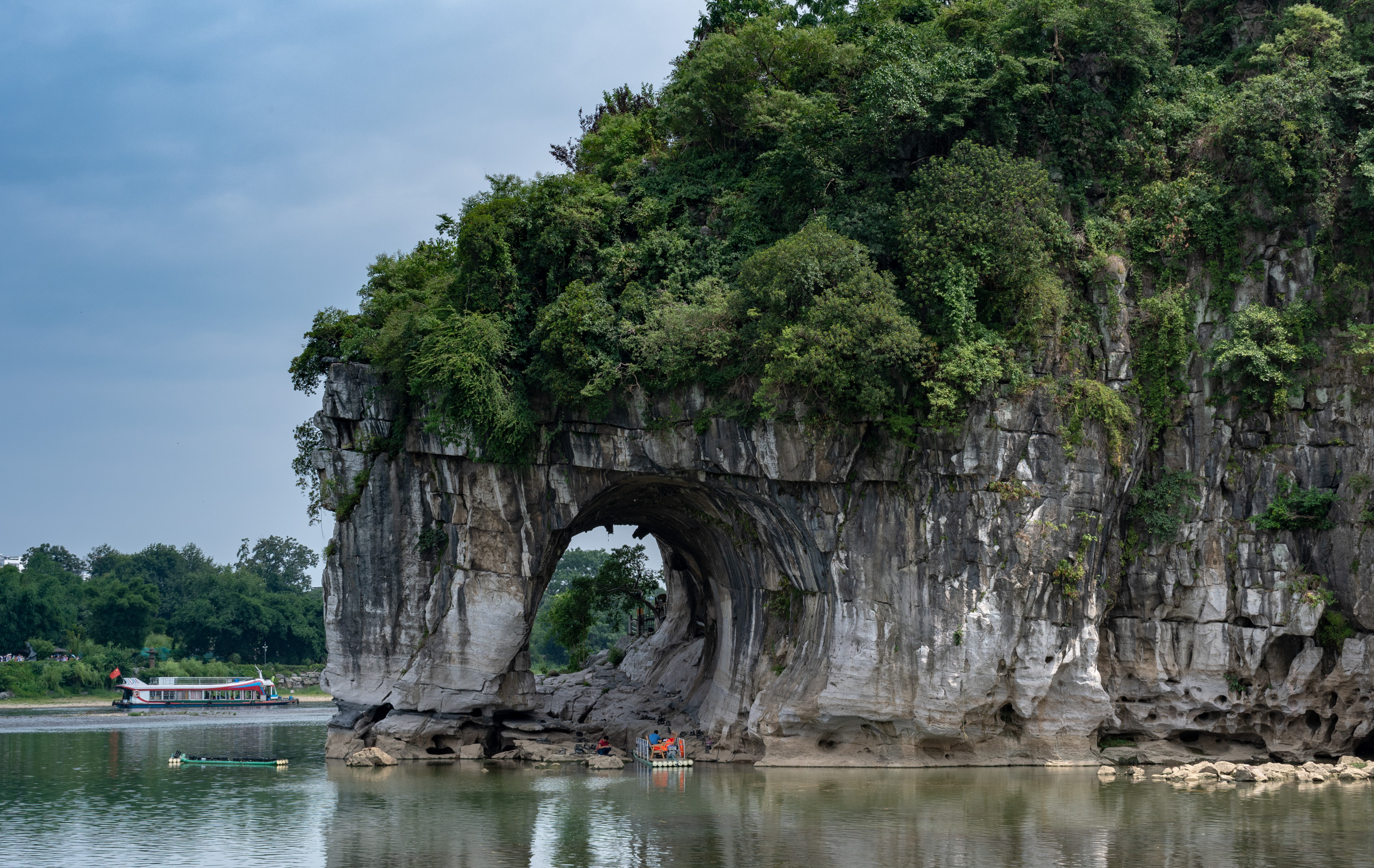
Tượng Tị Sơn (Núi Vòi Voi), biểu tượng của Quế Lâm

- Sông Li Giang: Được trang CNN đưa vào danh sách 15 dòng sông tuyệt nhất thế giới dành cho khách du lịch, sông Li đã và đang là mũi nhọn phát triển của Quế Lâm[1]. hai bên bờ sông có phong cảnh núi non tuyệt đẹp, cùng với hệ thống hang động độc đáo. Dòng sông đặc biệt trong vắt những ngày nắng phản chiếu xuống lòng sông. Còn những ngày nhiều mây hay sương mù, du khách như có cảm giác lạc vào thế giới thiên đường.
- Tĩnh Giang Vương Thành: là một hoàng thành có từ thời nhà Minh nằm gần trung tâm Quế Lâm. Tòa thành gần 650 năm tuổi này là nơi ở của 14 đời phiên vương nhà Minh khi cai trị vùng đất phong Quế Lâm. Thành được xây dựng dưới chân núi Độc Tú là ngọn núi chủ của vùng đất này, tương truyền là nơi hội tụ linh khí của đất trời, vô cùng linh thiêng
- Tượng Tị Sơn: Còn gọi là núi Vòi Voi, nằm ở đoạn giao cắt giữa hai con sông Đào Hoa và Li Giang. Tên gọi của ngọn núi bắt nguồn từ hình dáng giống con voi đang vươn vòi xuống sông Li uống nước. Đoạn giữa thân và vòi voi tạo thành một khoảng trống gọi là động Thủy Nguyệt[2].
- Công viên Thất Tinh: Là công viên lớn nhất Quế Lâm, nơi đây gây ấn tượng bởi quần thể núi đá, các di tích lịch sử và hệ động thực vật đa dạng.
- Động Thất Tinh và động Lô Địch: Đây là một hệ thống các hang ngầm ăn xuyên qua núi đá vôi tạo ra một tuyến hang với những dòng sông ngầm, nhiều loại thạch nhũ, cột đá, rèm, bia, hoa đá tạo nên một thế giới kỳ bí, huyền ảo. Trên vách động còn in dấu một số bài thơ từ đời Tần.
- Núi Lạc Đà: Nằm trong công viên Thất Tinh, núi với hình dáng con lạc đà có 2 cái bướu cao lớn nổi bật đã trở thành biểu tượng của công viên
- Núi Điệp Thái
- Cửu Mã Tọa Sơn: là một vách núi đá có hình 9 con ngựa vô cùng sinh động nằm ở bờ Tây dòng sông Li, gần thị trấn Dương Sóc. Những ngọn núi này đã trở thành nguồn cảm hứng cho rất nhiều nhà thơ, nhà văn kể từ triều Đường. Cửu Mã Tọa Sơn xuất hiện trên tờ 20 nhân dân tệ của Trung Quốc.
- Ruộng bậc thang Long Tích: Được xem là ruộng bậc thang lớn nhất thế giới, Long Tích đem đến cho du khách hình ảnh kỳ thú bảy ruộng nhỏ vây quanh một ruộng lớn như những ngôi sao nằm quanh mặt trăng tạo thành tên gọi "thất tinh bán nguyệt"
- Đồi Trăng Khuyết (núi Mặt Trăng): Một khoảng trống tự nhiên xuyên qua núi đã tạo cho kỳ quan này tên gọi "núi Mặt Trăng". Với 14 tuyến đường leo núi ở phía Tây Bắc, đây được coi là thách thức hấp dẫn dành cho những tay leo núi chuyên nghiệp và nghiệp dư đến khám phá và tận hưởng.
- Làng chài cổ Hưng Bình: Ngôi làng chài hơn 500 năm lịch sử này đã đón cựu Tổng thống Mỹ Bill Clinton và phu nhân vào năm 1999 trong chuyến thăm Trung Quốc. Người dân sinh sống chủ yếu bằng nghề đánh cá. Từ khi du lịch phát triển, công việc biểu diễn đánh cá bằng chim cốc cũng góp phần đem lại nguồn thu cho họ.
- Tháp đôi Nhật Nguyệt: Nhật Nguyệt song tháp là điểm nhấn của hồ Quế nằm trong danh thắng "hai sông bốn hồ" nổi tiếng Quế Lâm. Danh thắng này bao gồm 2 sông là sông Li và sông Đào Hoa, 4 hồ là hồ Quế, hồ Dung, hồ Sam và hồ Mộc Long.
- Núi Phục Ba
- Núi Nam Khê
- Erlang khẩu
- Bãi Huangbu
- Núi Nguyệt Lượng

## Ẩm thực

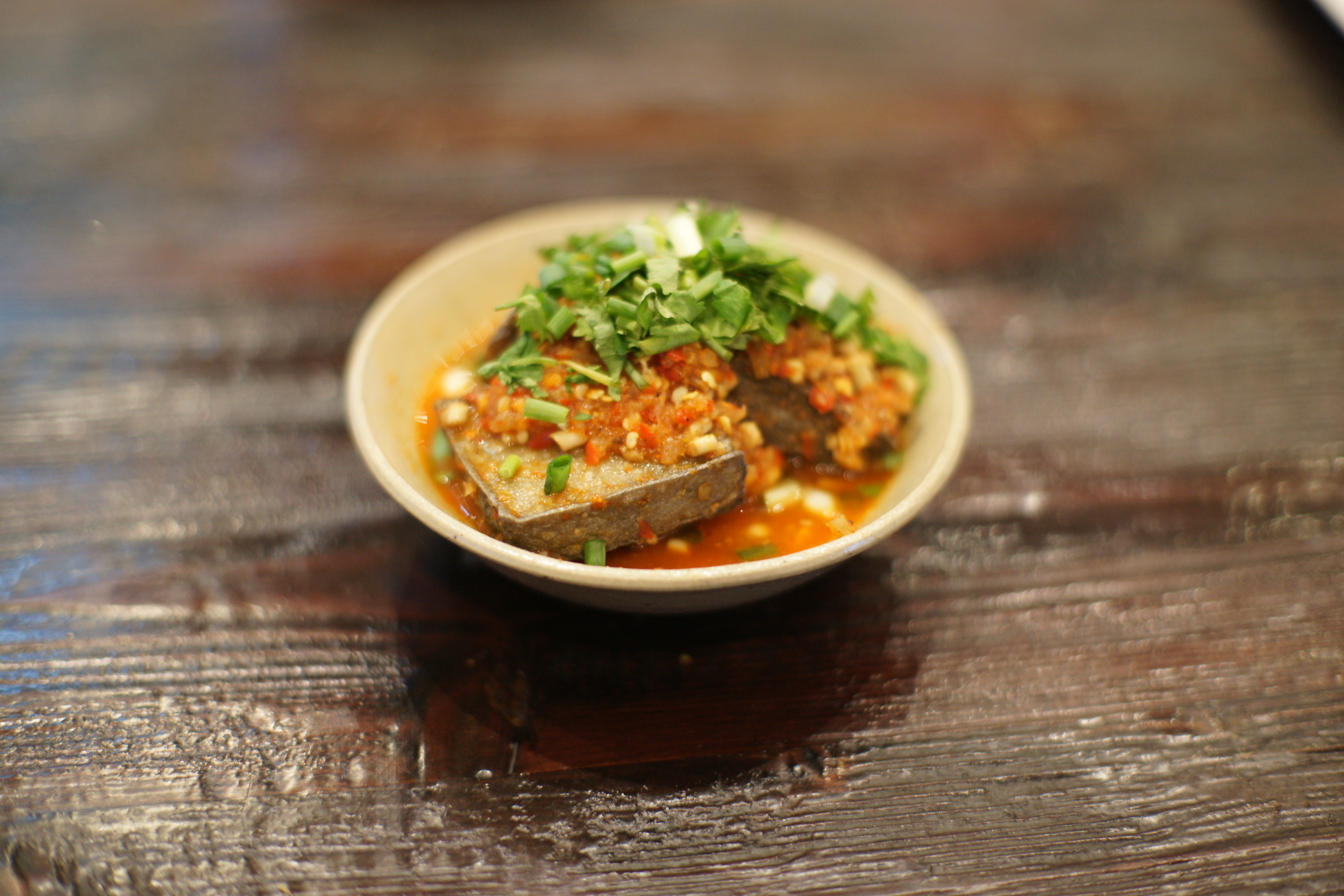
Chao Quế Lâm

Ẩm thực Quế Lâm là sự pha trộn giữa ẩm thực Quảng Đông và ẩm thực của người Tráng, được biết đến là các món ăn nhẹ, dùng các loại gia vị, đặc biệt là ớt. Tương ớt nổi tiếng của Quế Lâm (桂林辣椒酱) được làm bằng ớt tươi, tỏi và đậu hũ; luôn được dùng trong các bữa ăn và được coi là một trong Ba Kho báu của thành phố (桂林三宝). Hai trong ba Kho báu khác là Guilin Sanhua Jiu (三), một loại gạo baijiu, hoặc rượu chưng cất từ gạo; và chao Quế Lâm. 

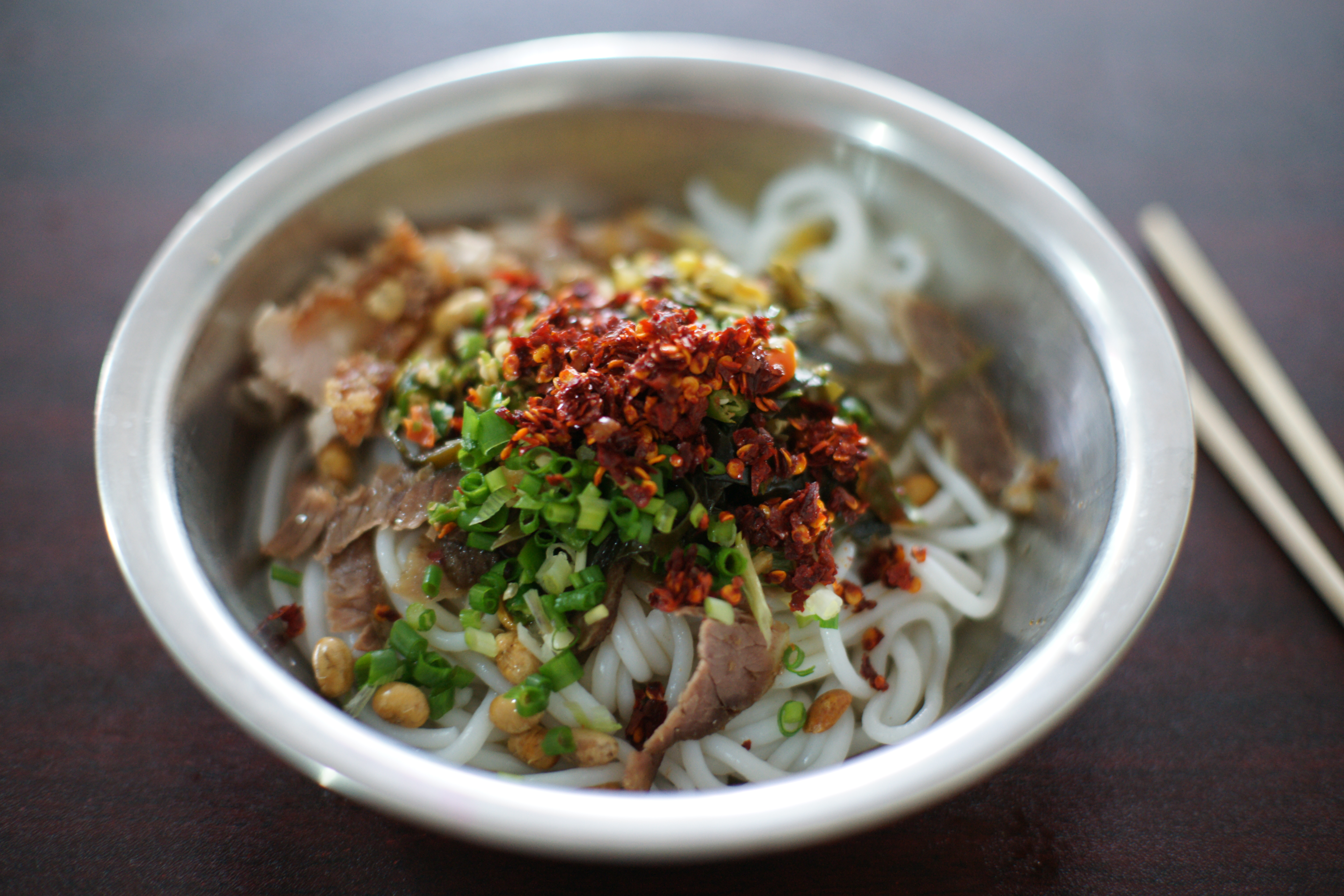
Mì gạo Quế Lâm

Mì gạo Quế Lâm đã là món ăn sáng chính của dân địa phương từ thời nhà Tần và nổi tiếng với hương vị tuyệt vời. Truyền thuyết kể rằng khi quân đội nhà Tần bị tiêu chảy ở vùng này, một đầu bếp đã chế ra món mì này cho quân sĩ ăn vì họ không quen ăn thức ăn địa phương. Đặc biệt là món mì thịt ngựa, nhưng cũng có thể gọi món mì không có thịt ngựa. Bánh tro (粽子), làm từ gạo nếp và đậu xanh gói bằng lá chuối hay lá tre) là một món ăn tuyệt phổ biến khác ở Quế Lâm. Những món ăn đặc trưng khác còn có canh thịt rùa và thịt chuột đồng.

## Trích dẫn
"Tôi hay vẽ tranh về những ngọn đồi của Quế Lâm và gửi cho bạn tôi ở quê nhà nhưng ít có ai tin những gì họ thấy."
- Phạm Thành Đại (học giả Trung Hoa thời nhà Tống)
桂林山水甲天下 "Quế Lâm sơn thủy giáp [đứng đầu] thiên hạ."
- Ngạn ngữ Trung Quốc

## Thành phố kết nghĩa
- - Nishikatsura (西桂町), Nhật Bản
- - Hastings, New Zealand
- - Thành phố Jeju, Hàn Quốc
- - Orlando, Hoa Kỳ
- - Langkawi, Malaysia

## Hình ảnh

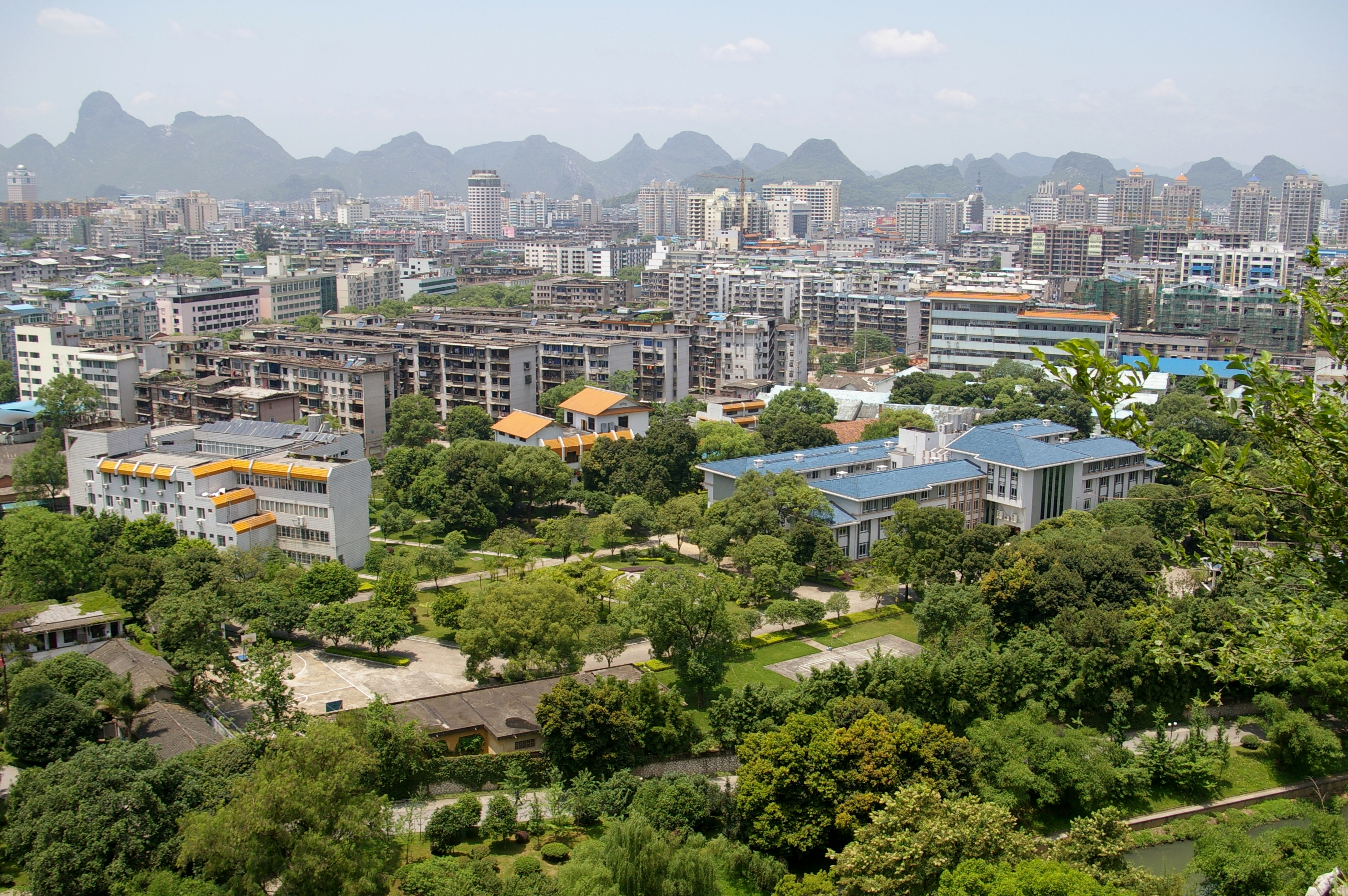
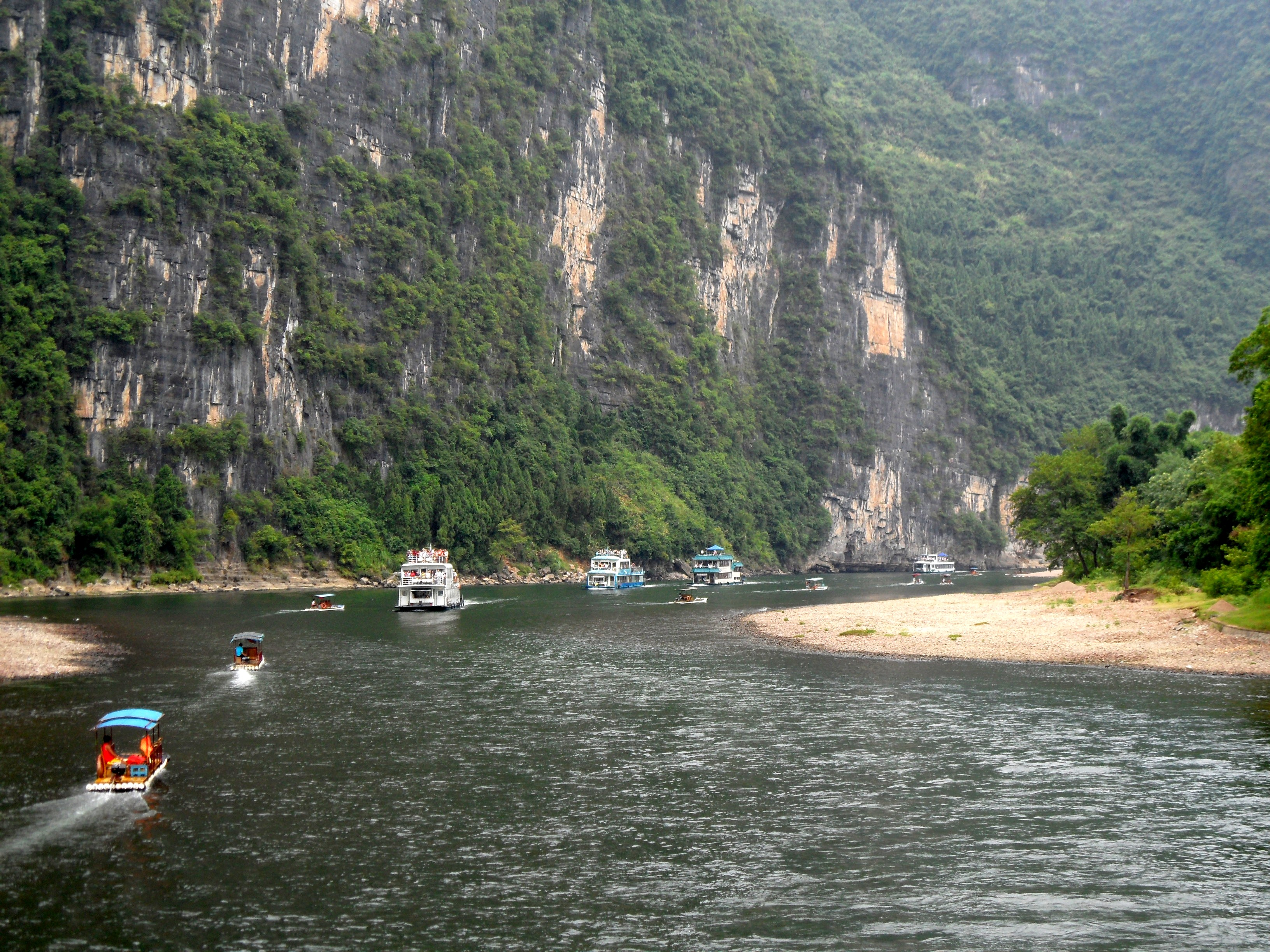
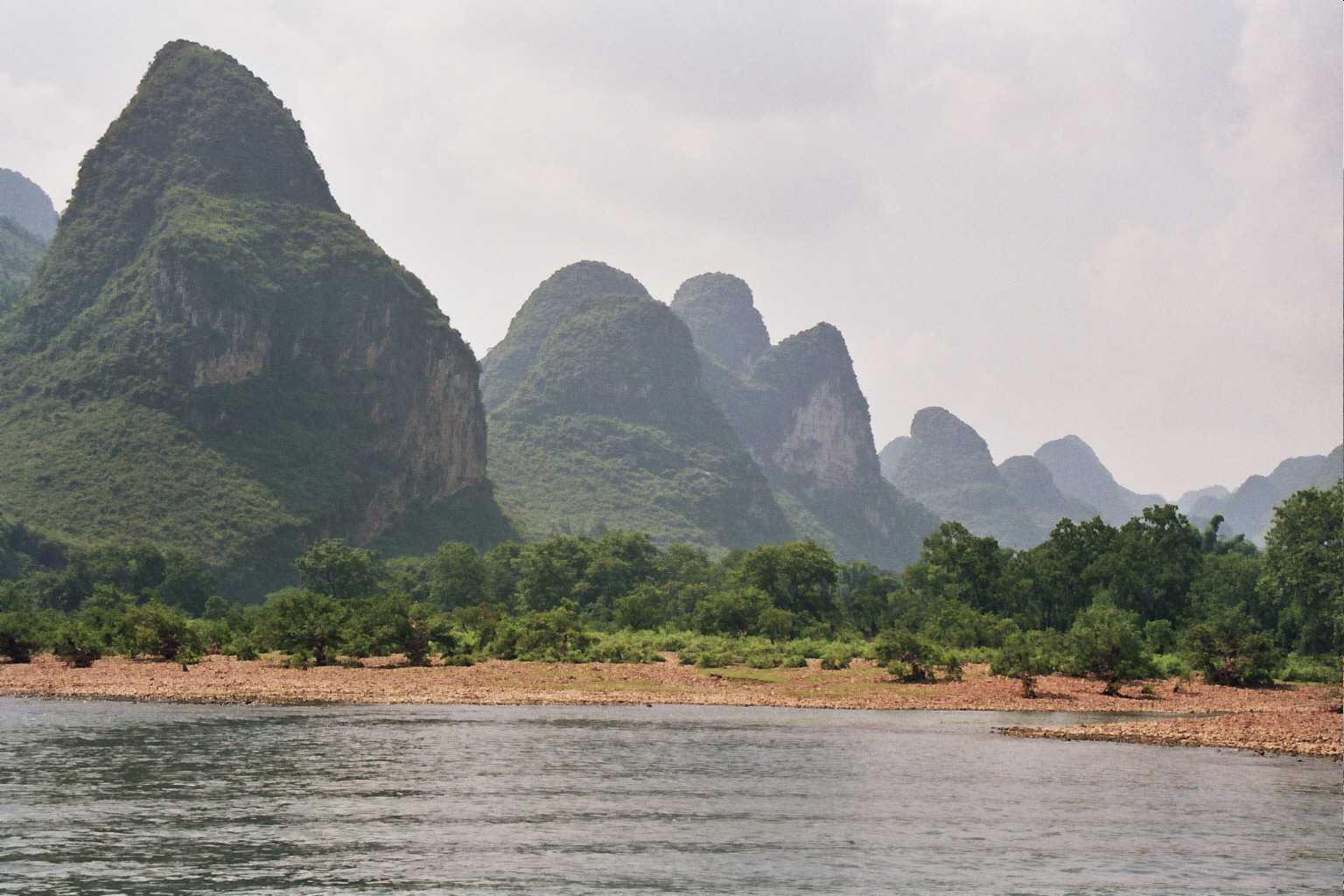
Thắng cảnh Quế Lâm
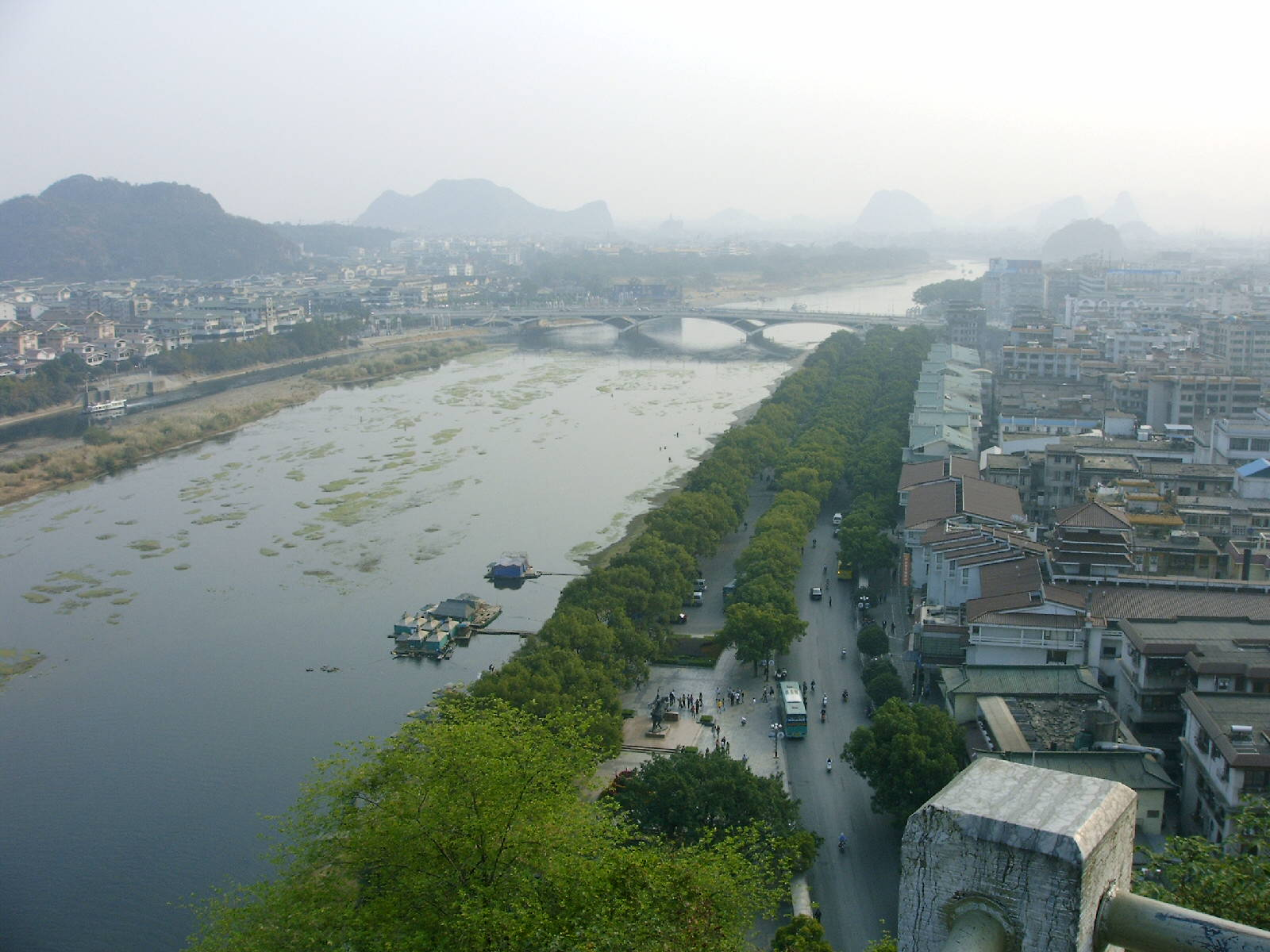
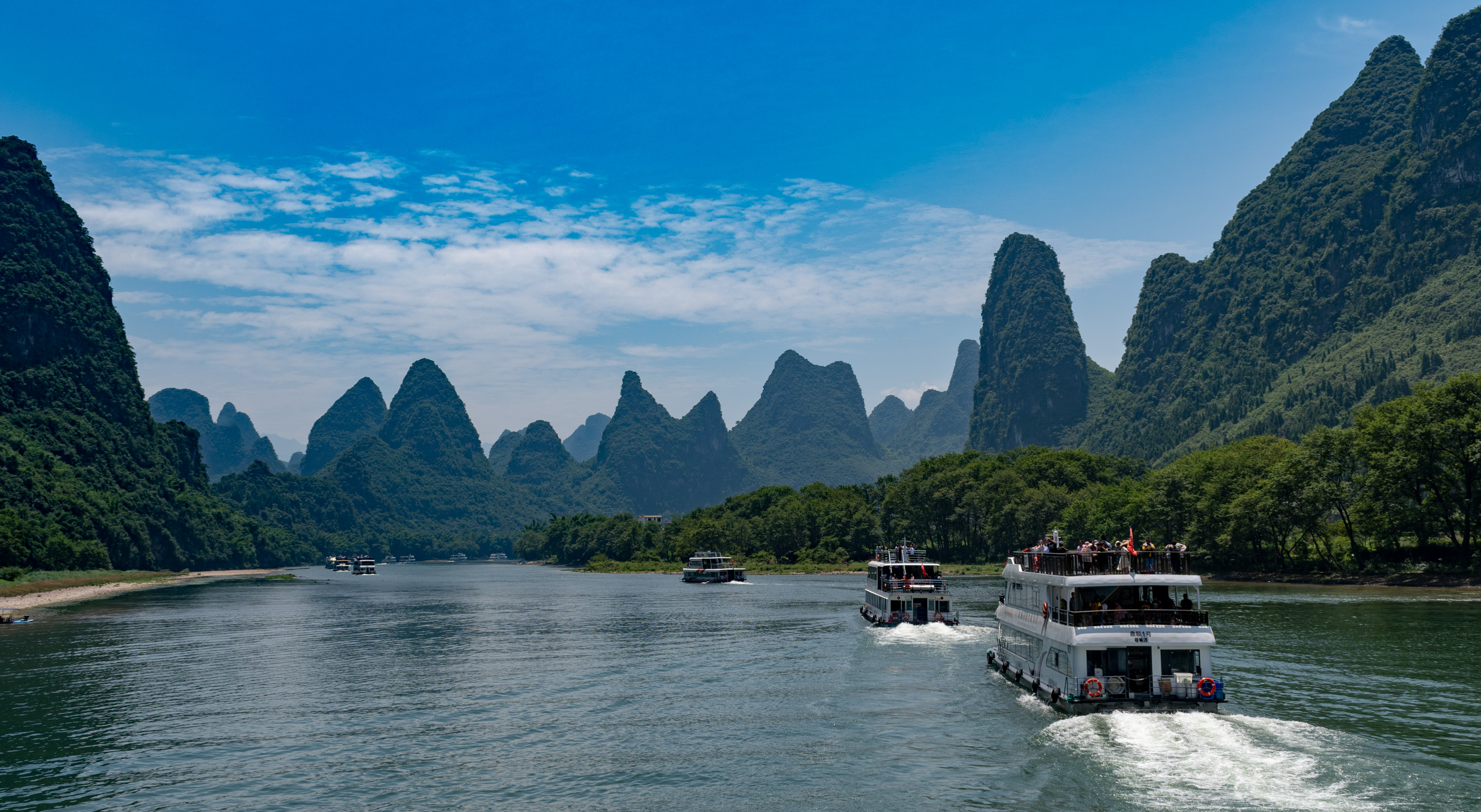
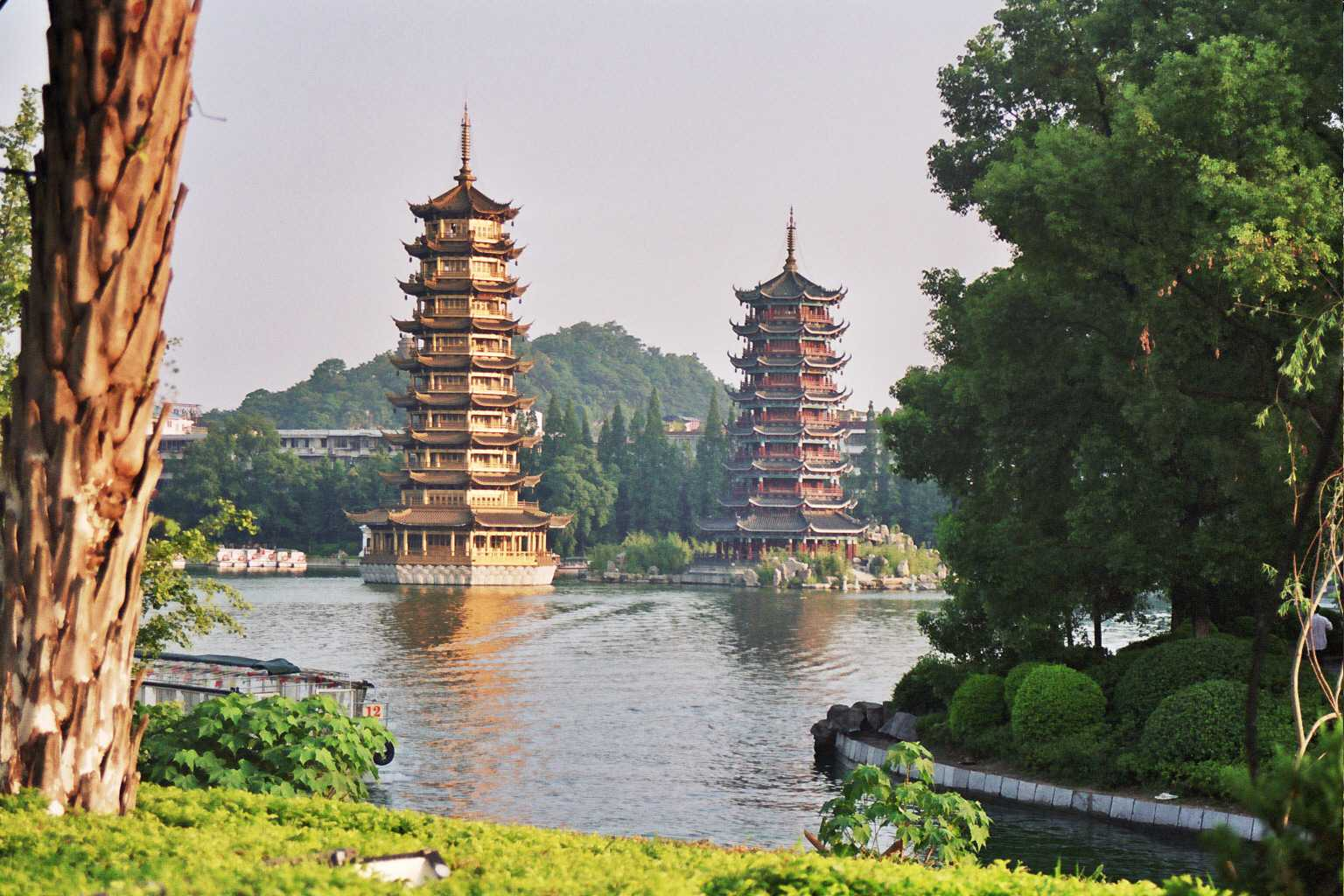
Chùa ở Quế Lâm
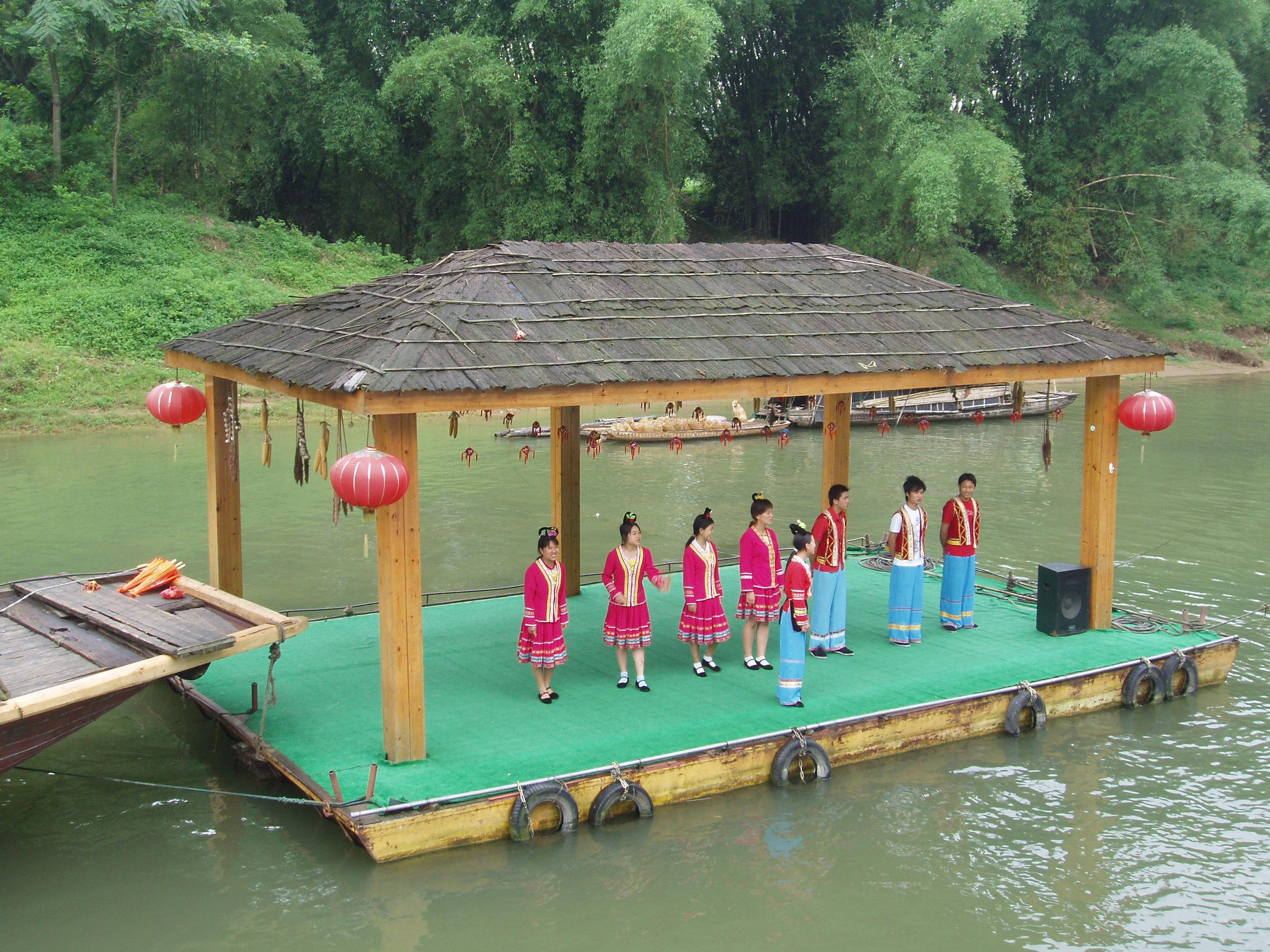
Trình diễn ca hát ở Quế Lâm
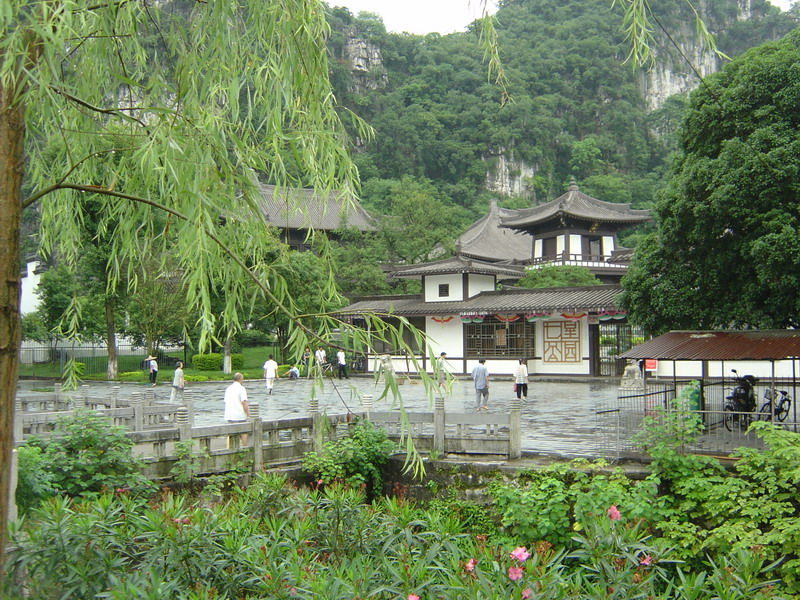
Công viên Thất Tinh
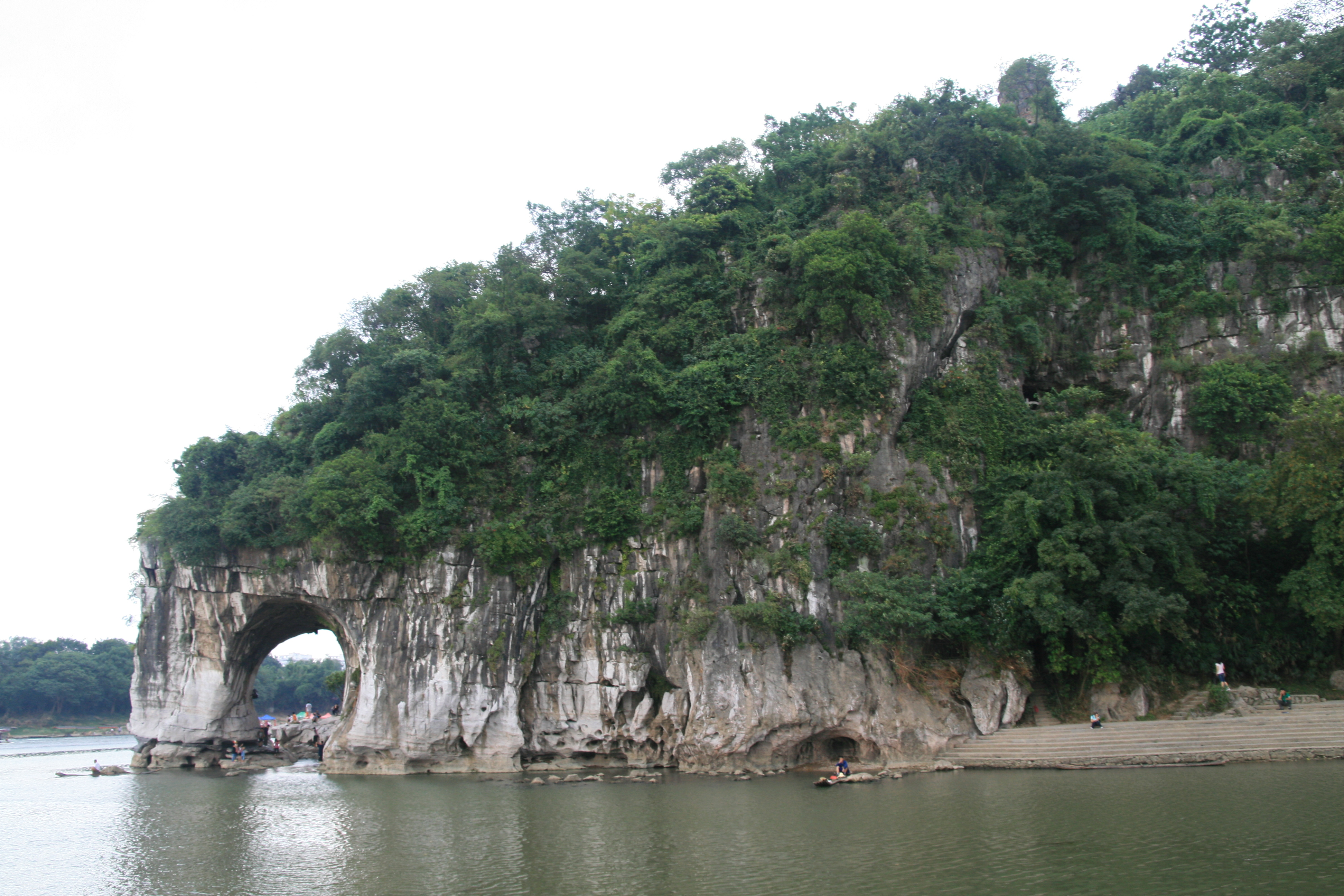
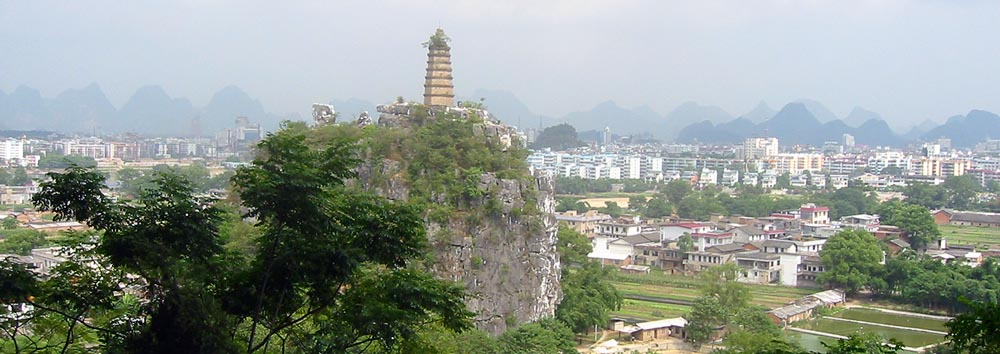
Quế Lâm từ xa
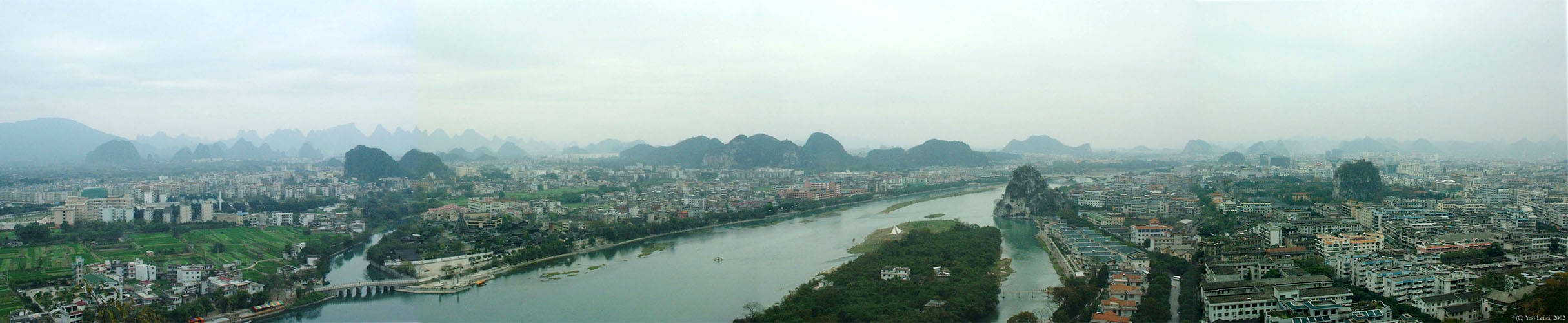
Bức tranh toàn cảnh Quế Lâm
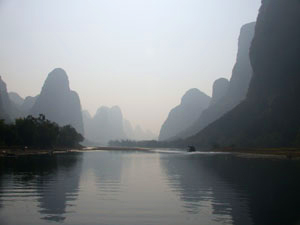
Li Giang nhìn từ Quế Lâm